# Raton
Raton ist ein Ort und County Seat des Colfax County im US-Bundesstaat New Mexico. Der Name Raton kommt aus dem Spanischen und steht dort für kleine Ratte oder Maus.

## Geographie
Der Ort Raton liegt südlich des Raton Pass und bedeckt eine Fläche von 19 km² (7,2 mi²).
Es sind keine Wasserflächen vorhanden.

## Geschichte
Der Raton Pass war von den spanischen Forschern und Indianern über Jahrhunderte benutzt worden, um die schroffen Berge zu überqueren. Der Pass war zu eng und zu schmal für Wagen. Im Jahre 1866 erkannte Onkel Dick Wooton, ein Bergführer und indianischer Pfadfinder, die Chance, etwas zusätzlich zu verdienen. Er sprengte die Durchfahrt breiter und verlangte
von jedem, der passieren wollte, eine Abgabe. Die nicht bereit waren zu zahlen, mussten einen Umweg von 100 Meilen machen. Für reisende Indianer bestand keine Pflicht zu zahlen.
1879 kaufte die Atchison, Topeka und Santa Fe Eisenbahn-Gesellschaft die Abgabe-Straße von Onkel Dick und verlegte Schienenstränge.
1880 wurden 320 Morgen Land von Maxwell-Land Grand gekauft. Raton wurde seitlich von Willow Springs, einem Haltepunkt der Santa-Fe-Strecke, gegründet.
Raton entwickelte sich schnell als Eisenbahn-, Bergbau- und Ranchingzentrum für den Nordosten von New Mexico.

### Historische Objekte
- Das Raton Downtown Historic District erstreckt sich in der Ortschaft zwischen dem Rio Grande, der Clark Street sowie der 1st Street und der 3rd Street. Es beinhaltet 95 Gebäude und wurde 1977 vom National Register of Historic Places als historisches Distrikt aufgenommen (NRHP-ID 77000923). Ebenfalls eingetragen ist die St. John’s Methodist Episcopal Church östlich des Ortskerns.

## Demographie
Am 1. Juli 2006 lebten in Raton 6781 Menschen.
Das durchschnittliche Alter beträgt 40 Jahre.
| Bevölkerung | Anteil  |
| ----------- | ------- |
| unter 18    | 25,10 % |
| von 18–24   | 7,80 %  |
| von 25–44   | 24,90 % |
| von 45–64   | 23,90 % |
| über 65     | 18,30 % |

## Persönlichkeiten
- Helene Thomas Bennett (1901–1988), Bakteriologin und Geschäftsfrau
- Paul Modrich (* 1946), Biochemiker und Genetiker